# Tantilla relicta
Espèce
Statut de conservation UICN

 LC  : Préoccupation mineure
Tantilla relicta  est une espèce de serpents de la famille des Colubridae.

## Répartition
Cette espèce est endémique de Floride aux États-Unis.

## Description
L'holotype de Tantilla relicta, une femelle adulte, mesure 171 mm dont 34,5 mm pour la queue. Cette espèce présente un collier noir. Son dos est fauve clair devenant plus rosâtre sur ses flancs. Sa face ventrale est blanche.

## Liste des sous-espèces
Selon The Reptile Database (20 février 2014) :
- Tantilla relicta neilli Telford, 1966
- Tantilla relicta pamlica Telford, 1966
- Tantilla relicta relicta Telford, 1966

## Étymologie
Son nom d'espèce, du latin rĕlictus, « abandon, séparation », lui a été donné en référence à sa probable origine durant les fluctuations du niveau de la mer durant le Pléistocène. La sous-espèce Tantilla relicta neilli est nommée en l'honneur de Wilfred T. Neill. La sous-espèce Tantilla relicta pamlica est nommée en référence au lieu de sa découverte, la baie de Pamlico.

## Publication originale
- Telford, 1966 : Variation among the southeastern crowned snakes, genus Tantilla. Bulletin of the Florida State Museum, Biological Sciences, vol. 10, no 7, p. 261-304 (texte intégral).